# Napoca (castrum)
Napoca era un castrum (fort) romà de la província de Dàcia.

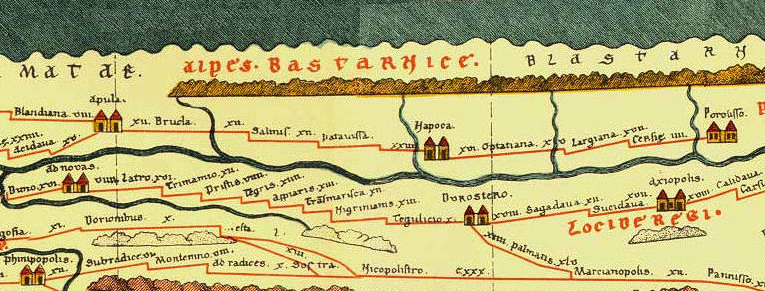
Napoca a Tabula Peutingeriana